# 阿曼努丁·曼蘇爾
毛拉韦阿曼努丁·曼苏尔（普什圖語：‎）是阿富汗塔利班政治家，自2021年12月7日起担任阿富汗伊斯蘭酋長國空軍总司令。  他还于 2021年9月至 2021 年11月7日担任巴达赫尚省省长。 他还于 2021年10月4日至 2021年12月担任第 209 法塔赫军团 （普什圖語：‎）的副指挥官。 